# М-код
М-код (енгл. M-code) је врста симболичког кода који се најчешће користи за контролу обрадних операција рачунарских нумерички управљаних машина (РНУ машина), заједно са Г-кодом.
М-кодови контролишу читаву машину, и функције као старт, стоп, укључивање течности за хлађење и тако даље. Г-кодови покрећу елементе који врше саме операције бушења, глодања итд.

## М-Кодови и њихова употреба
Приказани су неки важнији М-кодови и Г-кодови по ISO стандардима.
- Вртење алатке (ножа) (или објекта, зависно од машине) у смјеру казаљке на сату (удесно), Вртење алатке улијево, Заустави вртење
- Хлађење или подмазивање укључено, Х. или п. искључено
- Програм стоп
- Заустави програм, премотај на почетак
- Зови потпрограм
- Врати се из потпрограма
- Заустави програм, опциони стоп
- константна површинска брзина, константна брзина вртења алатке
- највећа брзина вртења
- брзина помјерања објекта (mm по ротацији), mm/минуту
- брзо помјерање, линеарна интерполација (ако се сјече у правој линији)
- брзина помјерања објекта
- брзина вртења
- , Координате смјера